# Magnus von Horn
Magnus von Horn (ur. 21 grudnia 1983 w Göteborgu) – szwedzko-polski reżyser filmowy i scenarzysta, laureat Złotego Żuka.

## Kariera
Von Horn jest absolwentem Łódzkiej Szkoły Filmowej (2013). Kilka miesięcy po przybyciu do Polski reżyser został napadnięty, co wpłynęło na jego zainteresowanie tematyką brutalności. 
Pierwszym jego filmem był dokument Radek (2006) o młodym polskim kryminaliście. W 2011 Magnus von Horn nakręcił etiudę Bez śniegu (Utan snö), uhonorowaną Nagrodą im. Lucjana Bokińca za najlepszy film na Festiwalu Filmowym w Gdyni. Pełnometrażowy dramat filmowy Von Horna z 2015 Intruz, z Ulrikiem Muntherem w roli głównej, był nominowany do Polskich Nagród Filmowych w 2016 w kategorii Orzeł za najlepszą reżyserię. Laureat Paszportu „Polityki” 2015. Przewodniczący Jury Konkursu Filmów Mikrobudżetowych na 46. FPFF. W 2024 otrzymał wyróżnienie na 32. festiwalu EnergaCamerimage w Toruniu za reżyserię "Dziewczyny z igłą".
30 maja 2025 ministra kultury i dziedzictwa narodowego Hanna Wróblewska powołała go na członka Rady Programowo-Naukowej Filmoteki Narodowej – Instytutu Audiowizualnego.

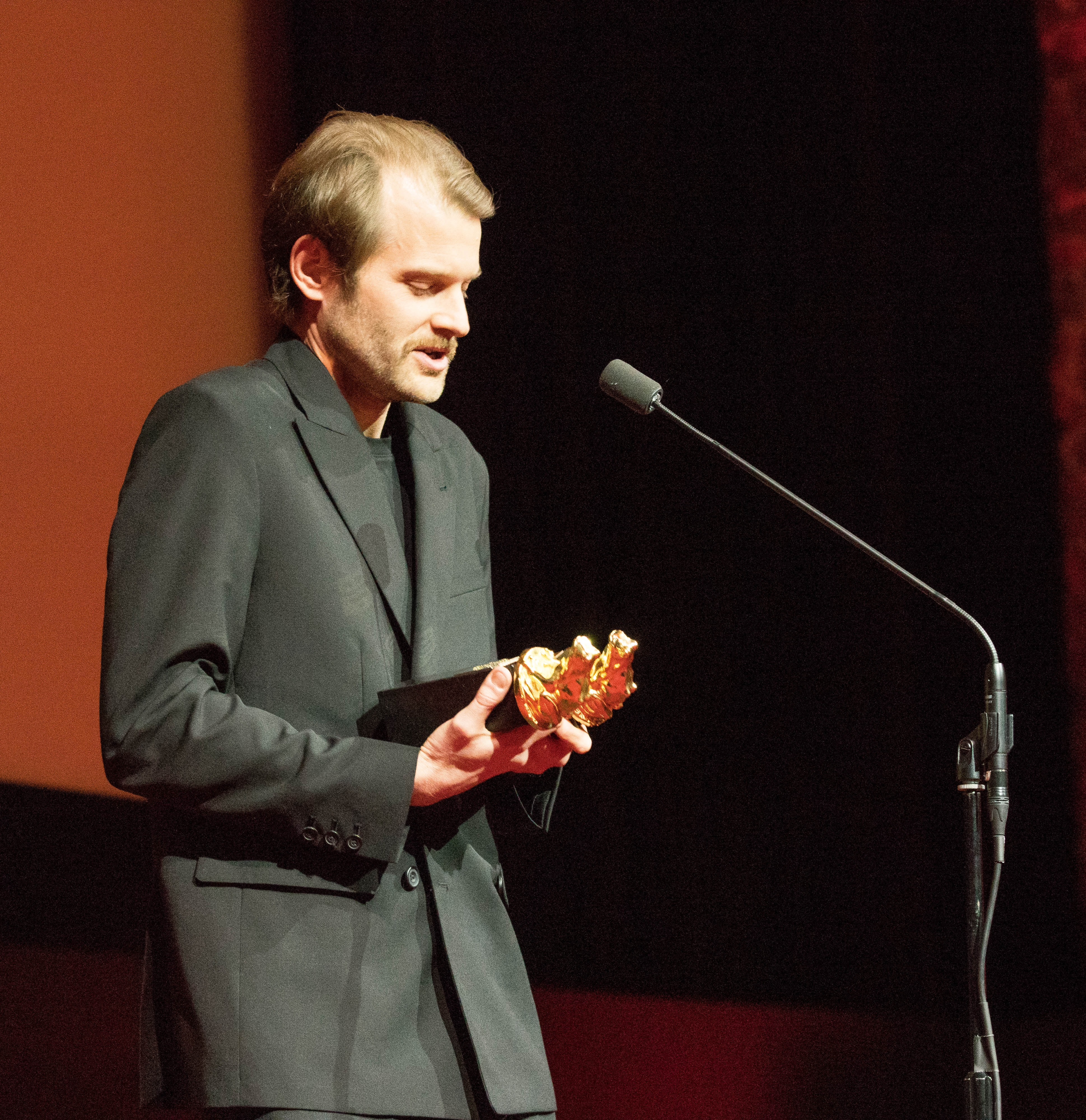
M.v. Horn Energa Camerimage 2024 Toruń

## Wybrana filmografia
- 2006: Radek
- 2007: Mleczaki
- 2008: Echo
- 2011: Bez śniegu
- 2014: Obietnica
- 2015: Intruz
- 2020: Sweat
- 2024: Dziewczyna z igłą